# BIWAPP
BIWAPP (Akronym für Bürger Info- & Warn-App) ist das regionale Warn- und Informationssystem vieler Kommunen in Deutschland. Es dient Städten und Landkreisen dazu, ihre Bürger über das Smartphone vor akuten Gefahren, Risiken und örtlichen Einschränkungen zu warnen. An der Entwicklung waren Feuerwehren und Katastrophenschützer beteiligt. Die Warn-Kategorien umfassen Bombenfund, Chemieunfall, Feuer, Hochwasser, Erdrutsch / Lawine, Großschadenslage, Unwetter, Verkehrsunfall, Unterrichtsausfall und Seuchenfall. BIWAPP-Nutzer erhalten auch die nationalen Warnungen des Bundesamtes für Bevölkerungsschutz und Katastrophenhilfe (BBK) sowie die Unwetterwarnungen des Deutschen Wetterdienstes (DWD).

## Einsatz
BIWAPP versendet ausschließlich offizielle Warnungen und Eilmeldungen der zuständigen Behörden, Einrichtungen und Leitstellen. 2015 führte der Heidekreis die Warn-App als erster Landkreis in Deutschland ein. Im Dezember 2018 setzten mehr als 45 kreisfreie Städte und Landkreise bundesweit BIWAPP zur Information ihrer Bevölkerung ein.

## Technik
BIWAPP läuft webbasiert. Die Katastrophenschützer und kommunalen Verantwortlichen erhalten einen individuellen Zugang mit personenbezogener Berechtigung. Sie sind damit standortunabhängig. Ihnen reicht ein Online-Zugang, um Warnungen und Eilmeldungen zu verschicken. Die Installation spezieller Software in den Leitstellen für Brandschutz, Rettungsdienste und Katastrophenschutz einer Kommune ist nicht erforderlich.
Das Warngebiet lässt sich mit Polygonen bis ins gewünschte Geodetail (z. B. einzelne Straßenzüge) eingrenzen. Damit können die Kommunen und Katastrophenschützer den Gefahrenbereich anders als bei einer Abgrenzung nach Postleitzahlen präzise ausweisen.
Für die Nutzung von BIWAPP und für den Empfang von Eilmeldungen über die Warn-App ist eine Datenverbindung (WLAN oder mobil) erforderlich.

## Benachrichtigungen
Die Eilmeldungen der Kommunen können auf verschiedene Weise empfangen und dargestellt werden.
- App: Der Nutzer erhält die Warnung unmittelbar über die auf seinem Mobiltelefon installierte Warn-App.
- SMS: Warnungen können als Push-Nachricht zugestellt werden, wenn die Kommune diese Option mit anbietet. (Reine SMS-Benachrichtigungen auf ein Mobiltelefon bietet jedoch nur Katwarn.[25])
- Web-Widget: Die Eilmeldungen einer Kommune können als Web-Widget in eine bestehende Webseite eingebunden werden.[26] So lassen sich die Warnmeldungen in die offiziellen Internetseiten der Städte, Landkreise, Feuerwehren und Katastrophenschützer integrieren.
- Teilen: Nutzer können Eilmeldungen über die Funktion „teilen“ direkt an Angehörige, Freunde und Bekannte weiterleiten.

## Weitere Funktionen
- Individuelle Einstellungen: Der Nutzer kann seine Warngebiete, die gewünschten Themenbereiche (Warn-Kategorien) und die Benachrichtigungsweise individuell festlegen.
- Notruffunktion: Für den individuellen Notfall bietet BIWAPP eine Hilferuffunktion mit automatischer Erkennung des Standortes (Ortungsfunktion).
- Wächterfunktion: Bei Aktivierung der Wächterfunktion erhalten Nutzer auch fernab des Heimatortes für ihren aktuellen Aufenthaltsort Warnungen, sofern BIWAPP in diesem Bereich von den Behörden eingesetzt wird.

## Alternativen
In Deutschland gibt es mit BIWAPP und KATWARN zwei Warn-Apps für regionale und lokale Warnungen. Die Städte und Landkreise entscheiden eigenständig über die Wahl ihrer offiziellen Warn-App. Die Warn-Apps sind eine mobile Ergänzung zu Warnungen über das Radio, online, durch Sirenen und Lautsprecherdurchsagen. Warn-Apps erlauben eine durchgängige Aktualität und ausführliche Detailtiefe.
Für Katastrophenwarnungen von nationaler Bedeutung ist der Bund zuständig, welcher die Warn-App NINA betreibt. Technischer Ausgangspunkt für NINA ist das Modulare WarnSystem des Bundes (MoWaS). Dieses wird vom BBK für bundesweite Warnungen des Zivilschutzes betrieben. BIWAPP hat eine Schnittstelle zum MoWaS-System. Alle Meldungen, die in NINA gesendet werden, werden auch in BIWAPP veröffentlicht.
Seit Februar 2019 werden die offiziellen Warnmeldungen der drei Systeme untereinander geteilt und parallel verbreitet.